# Eyrecourt
Eyrecourt (iriska: Dún an Uchta) är en ort i republiken Irland.   Den ligger i grevskapet County Galway och provinsen Connacht, i den centrala delen av landet, 130 km väster om huvudstaden Dublin. Eyrecourt ligger 49 meter över havet och antalet invånare är 264.
Terrängen runt Eyrecourt är platt.Runt Eyrecourt är det glesbefolkat, med 9 invånare per kvadratkilometer. Närmaste större samhälle är Ballinasloe, 15,5 km norr om Eyrecourt. Trakten runt Eyrecourt består i huvudsak av gräsmarker.